# Persona 4 Revival
Cet article concerne le remake de Persona 4. Pour la version originale, voir Shin Megami Tensei: Persona 4.
Persona 4 Revival (ペルソナ４ リバイバル, Perusona Fō Ribaibaru) est un jeu vidéo de rôle annoncé en juin 2025 et développé par Atlus. Le jeu est un remake de Shin Megami Tensei: Persona 4 sorti en 2008.
À la suite de la popularité mondiale de la franchise Persona grâce à la sortie de Persona 5 en 2016, Atlus avait exprimé son intérêt pour une refonte complète de ses anciens titres pour les plateformes modernes, y compris Persona 4. Le projet est entré en développement au milieu du succès de leur précédent remake, Persona 3 Reload sorti en 2024. Le jeu est officiellement annoncé en juin 2025. Revival est une reproduction fidèle de l'histoire de Persona 4, améliorée à la fois graphiquement et mécaniquement pour mettre le titre à parité avec Persona 5 et Persona 3 Reload.
Persona 4 Revival est prévu pour sortir sur PlayStation 5, Windows et Xbox Series X/S.

## Développement
En juillet 2022, Atlus mène un sondage d'opinion pour jauger de l'intérêt du public pour de potentiels remakes de ses anciens opus. Les résultats montrent que Shin Megami Tensei: Persona 4 figure en quatrième position des jeux d'Atlus des remakes les plus sollicités par les fans. Le succès en terme de ventes de Persona 3 Reload en 2024 pousse le studio de développement à immédiatement poursuivre un projet similaire pour Persona 4.
Les graphismes de Persona 4 sont entièrement recréés pour être plus proche en terme de qualité de Persona 5 et de Persona 3 Reload.

## Promotion
Atlus prend possession du nom de domaine p4re.jp en mars 2025, provoquant la spéculation parmi les fans autour d'un potentiel remake du jeu de 2008,. De mai à début juin 2025, les anciens doubleurs de Persona 4 font allusion à l'existence prochaine d'un remake du jeu,.
L'existence du remake est officiellement révélée lors du Xbox Games Showcase de juin 2025 avec une bande-annonce. L'annonce est accompagnée d'un message d'un des producteurs Kazuhisa Wada. IGN note que la bande-annonce du jeu est mal reçue par une partie des spectateurs, jugeant les graphismes de mauvaise qualité, ou étant déçus par une absence de date de sortie et de portage sur Nintendo Switch 2.
Sega Sammy Holdings liste Persona 4 Revival comme devant sortir « pendant ou après » sa période fiscale de 2027, soit entre avril 2026 et mars 2027,. Le jeu est prévu pour sortir sur PlayStation 5, Windows et Xbox Series X/S.

### Traduction
- (en) Cet article est partiellement ou en totalité issu de l’article de Wikipédia en anglais intitulé « Persona 4 Revival » (voir la liste des auteurs).